# Зарічанська територіальна громада
Зарічанська сільська громада — територіальна громада в Україні, в Хустському районі Закарпатської області. Адміністративний центр — село Заріччя.
Площа становить 41,6 км². Населення - 9365 ос. (2023р.).
Утворена 2019 року шляхом об'єднання Вільхівської, Греблянської та Зарічанської сільської ради Іршавського району.

## Населені пункти
У складі громади 4 села: Вільхівка, Гребля, Заріччя, Нижнє Болотне.